# New Morning (Jazzclub)

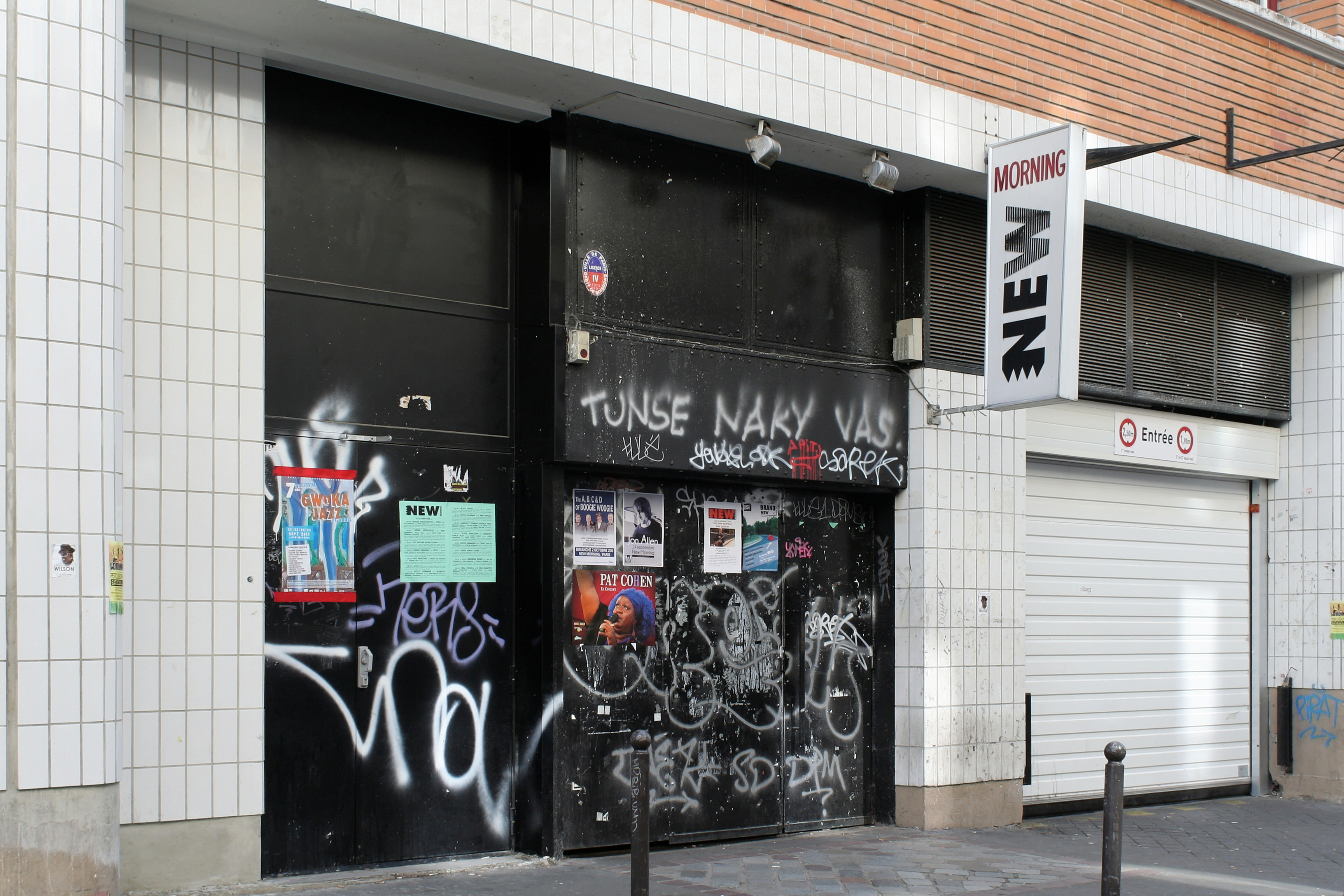
Eingang des New Morning 2011

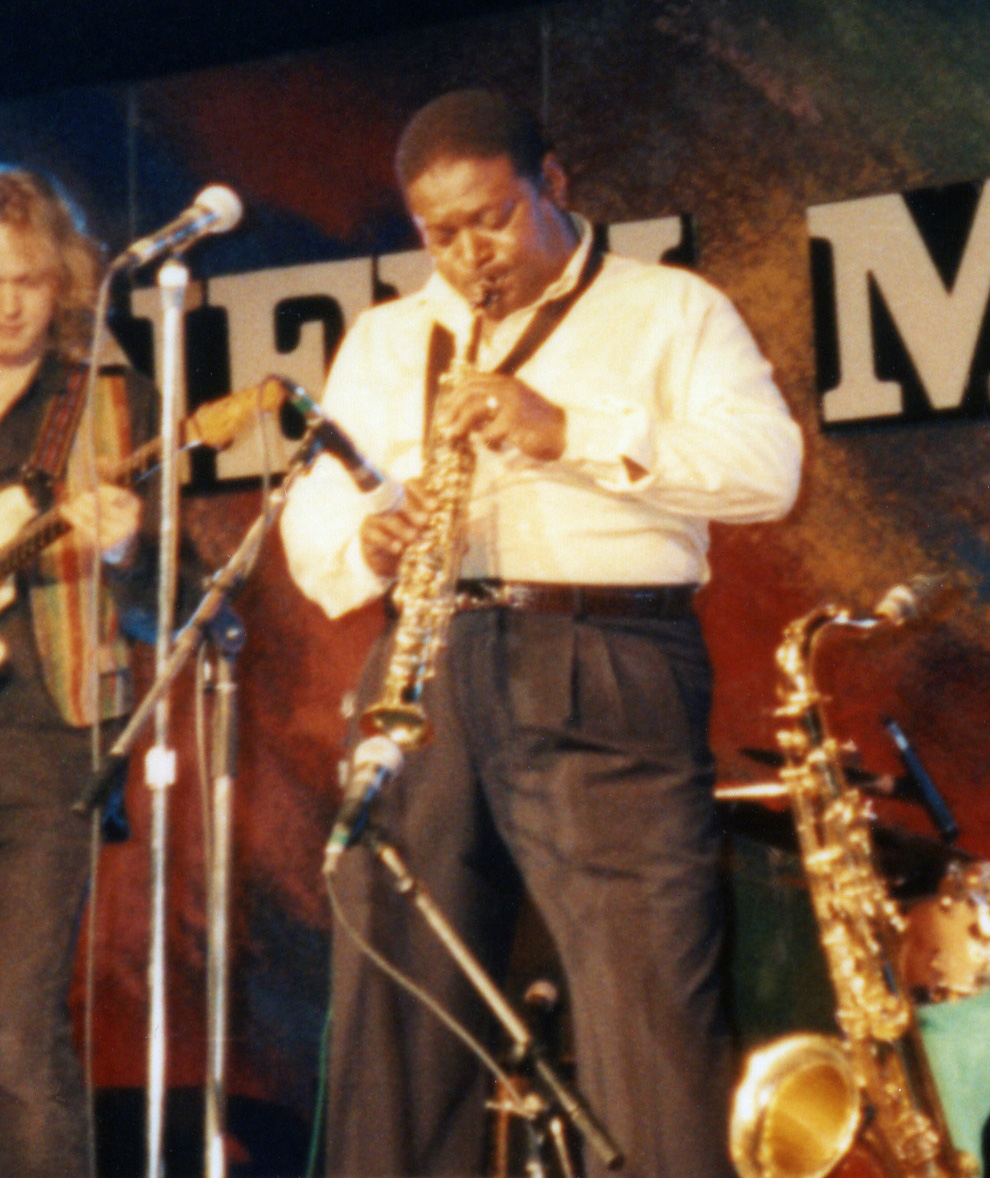
Pee Wee Ellis 1996 im Jazzclub New Morning

Das Jazzlokal New Morning ist ein seit 1981 bestehender Veranstaltungsort für Jazz, Blues und Weltmusik in Paris.
Das New Morning (7&9 Rue des Petites Écuries, im 10. Arrondissement) wurde von Eglal Farhi (1922–2019) gegründet und am 16. April 1981 mit einem Konzert von Art Blakeys Jazz Messengers eröffnet. Seitdem traten dort u. a. Arturo Sandoval, B. B. King, Bob Dylan, Charlie Haden, Chet Baker, Claude Sommier, Dexter Gordon, Didier Lockwood, Dizzy Gillespie, George Russell, Guy Konkèt, Gwen McCrae, Jean-Jacques Goldman, Kenny Clarke, Michel Berger, Pat Metheny, Prince, Stan Getz, Taj Mahal und Zuco 103 auf.
Das Jazzlokal zählt zu den populärsten Jazzclubs in Paris und fasst über 300 Plätze. In dem Club wurden zahlreiche Konzerte mitgeschnitten und als Alben veröffentlicht, u. a. von Last Exit, Claude Nougaro, Cecil Taylor, Dianne Reeves und Joe Lovano.

## Diskographische Hinweise
- Claude Nougaro: Au New Morning (Barclay, 1982)
- Last Exit: Last Exit (Enemy, 1986, mit Ronald Shannon Jackson, Bill Laswell, Sonny Sharrock, Peter Brötzmann)
- Dee Dee Bridgewater: Live in Paris (Impulse! 1987)
- Cecil Taylor: Tzotzil / Mummers / Tzotzil (Leo Records, 1988)
- Dianne Reeves: New Morning (Blue Note, 1997)
- Pierre Bensusan & Didier Malherbe: Live au New Morning (Acoustic Music, 2000)
- Joe Lovano Nonet: New Morning - The Paris Concert (In-akustik, 2006)
- Soft Machine Legacy: Live at the New Morning (2006, mit Hugh Hopper)
- Manu Katché: Live in Concert (ACT 2014, mit Luca Aquino, Tore Brunborg, Jim Watson)
- Ryan Porter & the West Coast Get Down: Live at New Morning, Paris (2020)